# Honda L
Honda L — рядный четырёхцилиндровый двигатель внутреннего сгорания, представленный в 2001 году параллельно с Honda Fit. Двигатель объёмом 1,2 л (1198 см3) получил название L12A, двигатель объёмом 1,3 л (1318 см3) — L13A, а двигатель объёмом 1,5 л (1497 см3) — L15A. В зависимости от региона, двигатели применяются в пятидверных хэтчбеках Brio и Fit/Jazz и четырёхдверном седане Fit Aria/City (также известном как Fit Saloon). Также двигатели применяются в универсале Airwave и минивэне Mobilio.
Двигатели Honda серии L имеют два разных клапанных механизма. В моделях L12A, L13A и L15A применяется механизм i-DSI с двумя свечами зажигания на цилиндр, которые срабатывают через разные промежутки времени в процессе сгорания для достижения более полного сгорания бензина. Этот процесс позволяет двигателю иметь большую мощность при низком расходе топлива благодаря лучшему использованию бензина. Выбросы также сокращаются. Двигатели i-DSI имеют от двух до пяти клапанов на цилиндр и красную зону 6000 об/мин, но достигают крутящего момента на средних оборотах, что позволяет добиться лучшей производительности без необходимости увеличивать обороты двигателя на высоких оборотах. i-DSI также известен тем, что не использует турбокомпрессоры в категории производительности, поскольку в нём применяются высокая степень сжатия и длинный ход поршня.
Одна из двух разновидностей двигателя L15A имеет клапанный механизм VTEC. Двигатели L15A больше нацелены на производительность, чем на эффективность, с немного повышенной красной зоной с 4 клапанами на цилиндр, которая достигает пикового крутящего момента на повышенных оборотах. Обе разновидности i-DSI и VTEC имеют относительно высокую степень сжатия — 10,8:1 и 10,4:1, соответственно.
До апреля 2006 года двигатели Honda L сочетались исключительно с пятиступенчатой механической трансмиссией, бесступенчатой трансмиссией (CVT) и трансмиссией с двумя сцеплениями (DCT). В модели Fit на канадском и американском рынках двигатель Honda L впервые был соединён с традиционной автоматической трансмиссией с гидротрансформатором. Двигатель L12A i-DSI применяется в модели Jazz на европейском внутреннем рынке только в паре с пятиступенчатой механической трансмиссией.
По состоянию на 2010 год, L15A7 (i-VTEC) является разрешённым в классе двигателем для соревнований Formula Ford, одобренных SCCA, наряду с 1,6-литровым двигателем Ford Kent.
В 2016 году компания Honda представила двигатель L15B (DOHC-VTC-TURBO-VTEC) в рамках своей стратегии по снижению выбросов и повышению топливной экономичности для автомобилей с шестиступенчатой механической трансмиссией и бесступенчатой трансмиссией, разработанных по технологии Earth Dreams Technology.

## L12

### L12 i-DSI

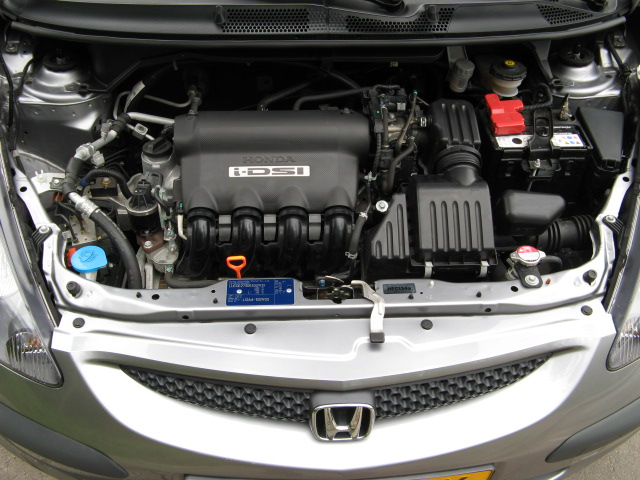
L12A i-DSI

- Двигатель применяется в Honda Jazz на европейском внутреннем рынке в паре с пятиступенчатой механической трансмиссией.
  - Объём: 1,2 л (1246 см3)
  - Диаметр цилиндра × ход поршня: 73 мм × 74,4 мм
  - Степень сжатия: 10,8:1
  - Мощность: 57 кВт (77 л. с.) при 5700 об/мин
  - Крутящий момент: 110 Н⋅м при 2800 об/мин
  - Варианты: L12A1
  - Клапанный механизм: SOHC
  - Клапанов: 8
  - Свечей зажигания: 8 (по 2 на цилиндр)
- Применения:
  - Honda Jazz (Европа, 2002—2008)
  - Honda City (Пакистан, 2002—2008)

### L12B1 i-VTEC
- Клапанный механизм: SOHC + VTEC
- Клапанов: 16
  - Объём: 1,2 л (1198 см3)
  - Диаметр цилиндра × ход поршня: 73 мм × 71,58 мм
  - Степень сжатия: 10,2:1
  - Мощность: 66 кВт (89 л. с.) при 6200 об/мин
  - Крутящий момент: 114 Н⋅м при 4900 об/мин
  - Выбросы CO2: 125 г/км
  - Красная зона: 6500 об/мин
  - Максимальная скорость: 145 км/ч
  - ЭБУ: Bosch, Keihin
- Применения:
  - Honda Jazz (Европа, 2008—2013)

### L12B3 i-VTEC
- Клапанный механизм: SOHC + VTEC
- Клапанов: 16
  - Объём: 1,2 л (1198 см3)

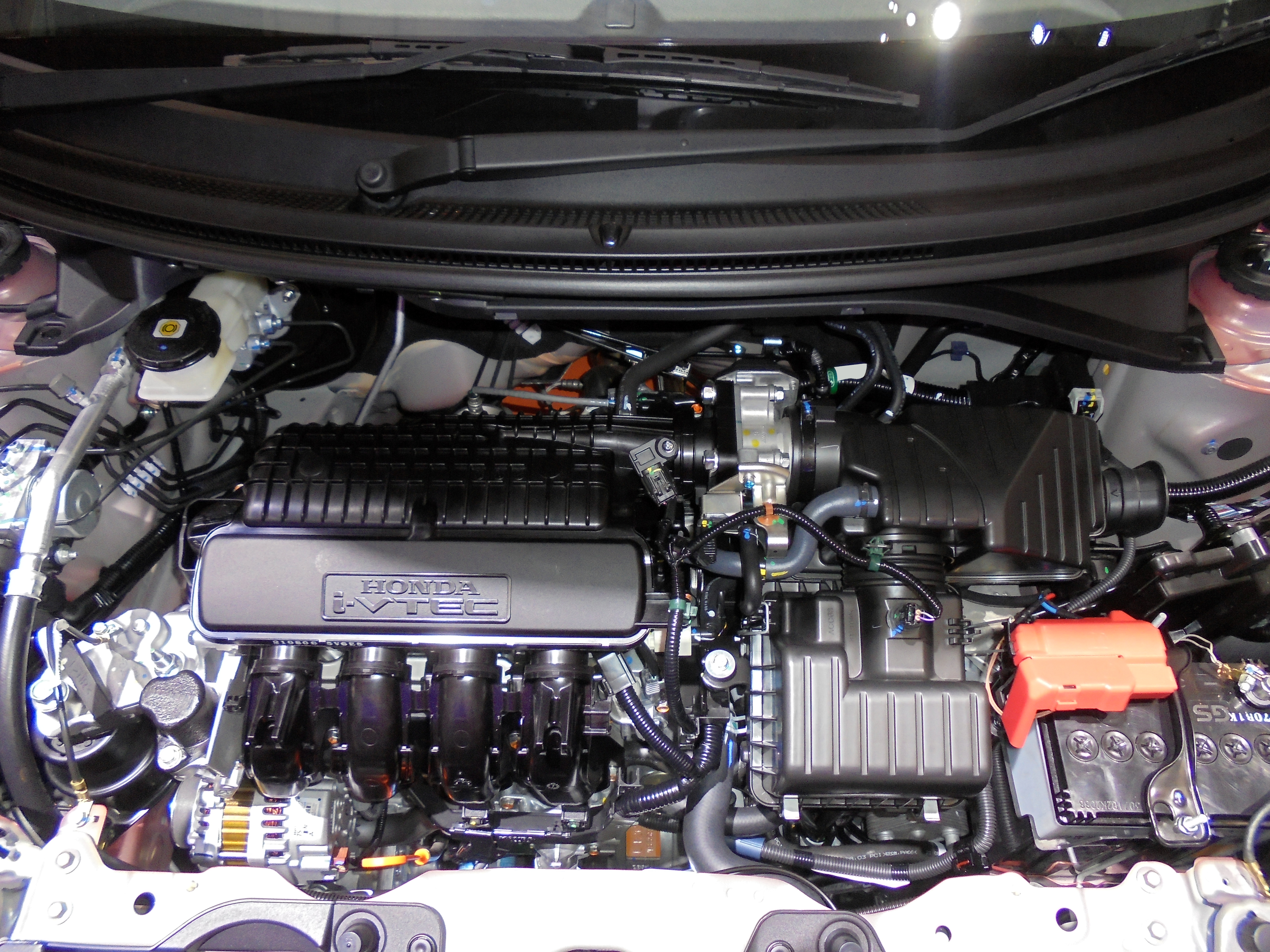
L12B3

  - Диаметр цилиндра × ход поршня: 73 мм × 71,58 мм
  - Степень сжатия: 10,2:1
  - Мощность: 66 кВт (89 л. с.) при 6000 об/мин
  - Крутящий момент: 110 Н⋅м при 4800 об/мин
  - Максимальная скорость: 145 км/ч
- Применения:
  - Honda Brio (Юго-Восточная Азия, 2011 — настоящее время)
  - Honda Brio Amaze (Юго-Восточная Азия, 2013—2020)
  - Honda City (Пакистан, 2021 — настоящее время)

### L12B4 i-VTEC
- Клапанный механизм: SOHC + VTEC
- Клапанов: 16
  - Объём: 1,2 л (1198 см3)
  - Диаметр цилиндра × ход поршня: 73 мм × 71,58 мм
  - Степень сжатия: 10,2:1
  - Мощность: 66 кВт (89 л. с.) при 6000 об/мин
  - Крутящий момент: 110 Н⋅м при 4800 обмин
- Применения:
  - Honda Brio Amaze (Индия, 2018 — настоящее время)
  - Honda Jazz (GK7) (Индия, 2015—2022)[2]

## L13

### L13A i-DSI

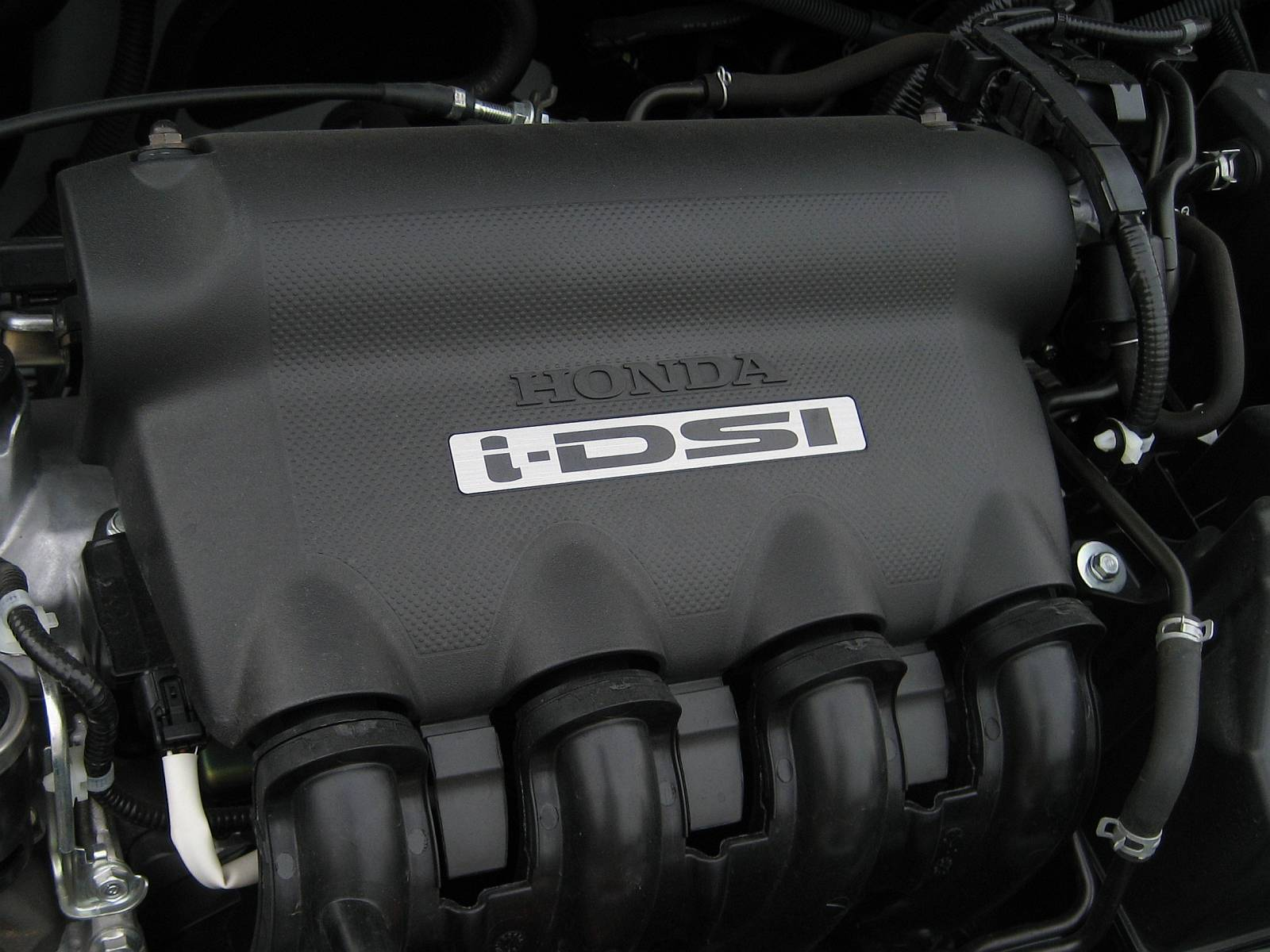
L13A i-DSI

- В японской версии Fit/Fit Aria двигатель обозначался индексом 1.3. Европейская версия Civic 1.4 i-DSI имеет шестиступенчатую механическую или шестиступенчатую автоматическую трансмиссию I-SHIFT.
- Характеристики Civic, City, Fit и Jazz 7 поколения
  - Объём: 1,3 л (1339 см3)
  - Диаметр цилиндра × ход поршня: 73 мм × 80 мм
  - Степень сжатия: 10,8:1
  - Мощность: 61 кВт (82 л. с.) при 5700 об/мин (Европа)
    - 63 кВт (85 л. с.) при 5700 об/мин (Япония)[3]

  - Крутящий момент: 119 Н⋅м при 2800 об/мин
  - Варианты: L13A1 (Fit/Jazz), L13A7 (европейская версия Civic), L13A8 (европейская версия City)
- Характеристики Civic 8 поколения
  - Объём: 1,3 л (1339 см3)
  - Диаметр цилиндра × ход поршня: 73 мм × 80 мм
  - Мощность: 70 кВт (94 л. с.)
  - Крутящий момент: 123 Н⋅м
  - Выбросы CO2: 109 г/км (Honda Civic Hybrid)

### L13Z i-VTEC
- Двигатель применяется во втором поколении Honda Fit (Япония, GE6 / GE7), Honda Airwave (Япония) и Honda Civic (Европа)[4]
  - Клапанный механизм: SOHC + i-VTEC
  - Клапанов: 16
  - Объём: 1,3 л (1339 см3)
  - Диаметр цилиндра × ход поршня: 73 мм × 80 мм
  - Степень сжатия: 10,5:1
  - Мощность: 74 кВт (99 л. с.) при 6500 об/мин
  - Крутящий момент: 127 Н⋅м при 4800 об/мин

### L13B i-VTEC
- Клапанный механизм: DOHC + i-VTEC
- Клапанов: 16
- Объём: 1,3 л (1318 см3)
- Диаметр цилиндра × ход поршня: 73 мм × 78,7 мм
- Степень сжатия: 13,5:1
- Мощность: 74 кВт (99 л. с.) при 6000 об/мин
- Крутящий момент: 119 Н⋅м при 5000 об/мин (GK3 Fit)
- Максимальная скорость: 180 км/ч
  - Honda Fit (Япония, GK3/4)[5]

### L13Z1 i-VTEC

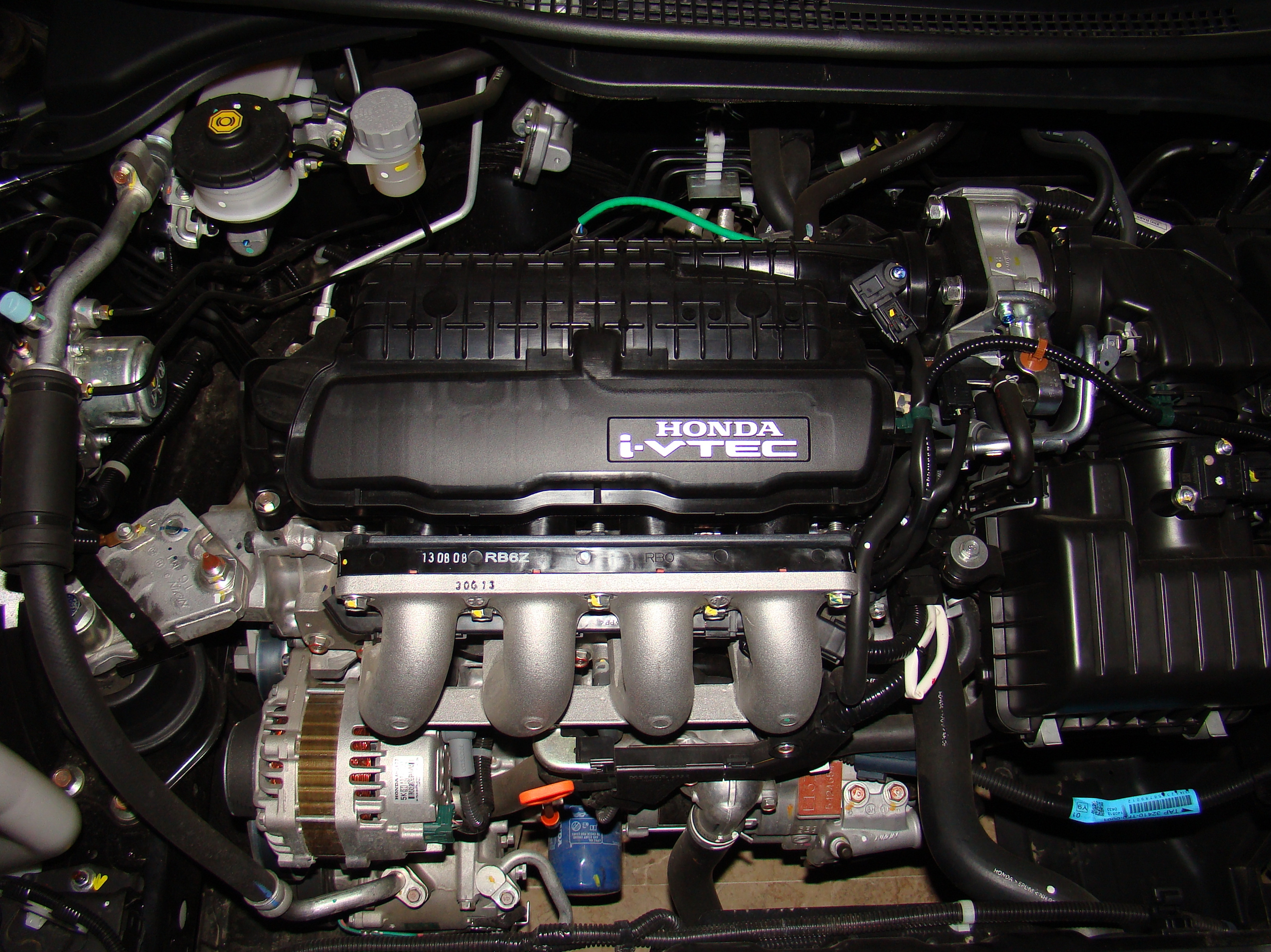
L13Z1 i-VTEC на Honda City пятого поколения, Пакистан

- - Клапанный механизм: SOHC + i-VTEC
  - Клапанов: 16
  - Объём: 1,3 л (1318 см3)
  - Диаметр цилиндра × ход поршня: 73 мм × 80 мм
  - Степень сжатия: 10,5:1
  - Мощность: 74 кВт (99 л. с.) при 6000 об/мин
  - Крутящий момент: 128 Н·м при 4300 об/мин
  - Максимальная скорость: 190 км/ч
- Применения:
  - Honda Brio (2011—2014)
  - Honda City (Пакистан)
  - Honda Jazz (Великобритания) (2008—2016)
  - Honda Civic (Великобритания) (2008—2016)

## L15A

### L15A (i-VTEC / CNG)
Двигатель применяется в Honda City CNG с 2007 года.
- Клапанный механизм: SOHC + i-VTEC
- Клапанов: 16
  - Объём: 1,5 л (1497 см3)
  - Диаметр цилиндра × ход поршня: 73 мм × 89,4 мм
  - Степень сжатия: 10,4:1
  - Мощность: 75 кВт (101 л. с.) при 6600 об/мин
  - Крутящий момент: 127 Н⋅м при 4800 об/мин
  - Выбросы CO2: 148 г/км
- Honda City CNG (Таиланд)

### L15A2 i-DSI
Двигатель был представлен в ноябре 2002 года на Honda City/Fit Aria.
- Применяется в Fit Aria и Partner на японском рынке.
  - Объём: 1,5 л (1497 см3)
  - Диаметр цилиндра × ход поршня: 73 мм × 89,4 мм
  - Степень сжатия: 10,8:1
  - Мощность: 66 кВт (89 л. с.) при 5500 об/мин
  - Крутящий момент: 131 Н⋅м при 2700 об/мин

### L15A1 VTEC

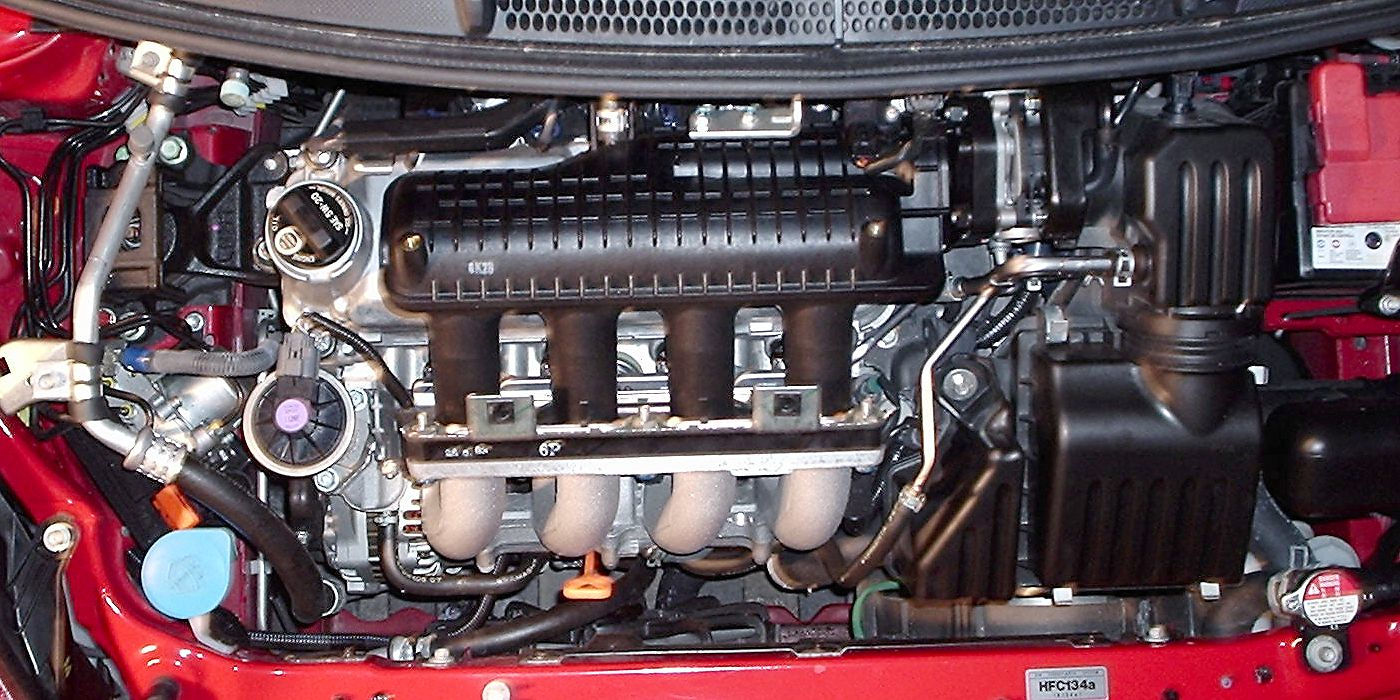
L15A1-VTEC

Двигатель был представлен в сентябре 2002 года на JDM Fit и Mobilio Spike.
- Применяется в Fit, Fit Aria, Airwave, Mobilio и Mobilio Spike на японском рынке. В основном, двигатель сочетается в паре с пятиступенчатой механической трансмиссией, однако версии Fit для американского и канадского рынков имели пятиступенчатую автоматическую трансмиссию, а модели Fit/Jazz, Airwave и City — бесступенчатую трансмиссию.
  - Объём: 1,5 л (1497 см3)
  - Диаметр цилиндра × ход поршня: 73 мм × 89,4 мм
  - Степень сжатия: 10,4:1
  - Мощность: 82 кВт (109 л. с.) при 5800 об/мин
  - Крутящий момент: 143 Н⋅м при 4000 об/мин

### L15A7

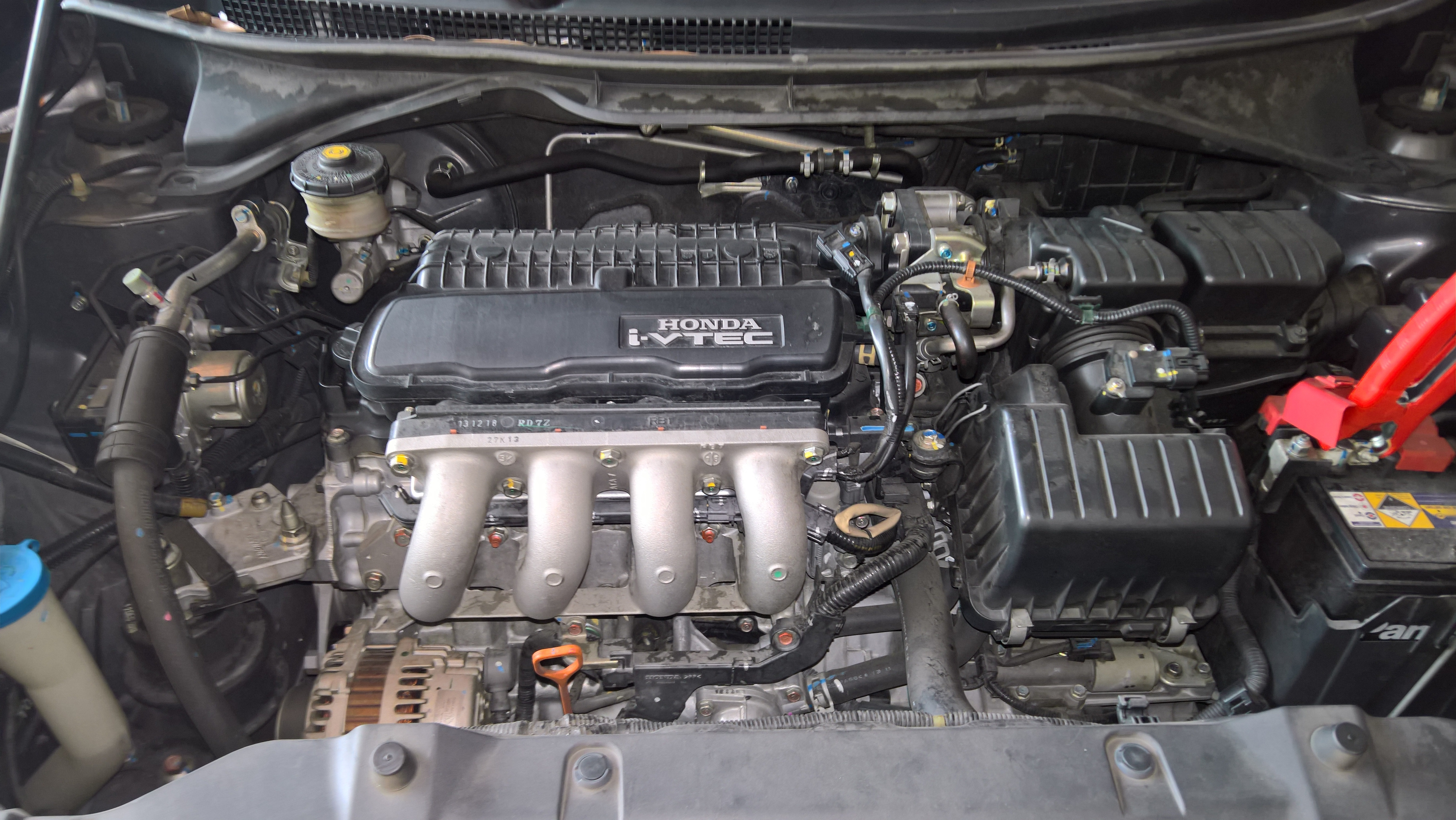
L15A7

Двигатель применяется с 2009 года во втором поколении Honda Jazz.
- Клапанный механизм: SOHC + i-VTEC
- Клапанов: 16
  - Объём: 1,5 л (1497 см3)
  - Диаметр цилиндра × ход поршня: 73 мм × 89,4 мм
  - Степень сжатия: 10,4:1
  - Мощность: 88 кВт (118 л. с.) при 6600 об/мин
  - Крутящий момент: 145 Н⋅м при 4300 об/мин (GE8 Fit)
  - Выбросы CO2: 148 г/км
- Honda Fit (Япония, GE8/9)
- Honda Jazz (Бразилия, Таиланд, GE8/9)
- Honda Freed (Япония, GB3/4)
- Honda City (Индия, Бразилия, Пакистан, Таиланд, Малайзия, АСЕАН)
- Опционально двигатель применяется в любом шасси Sports Car Club of America Formula Ford 1600. В настоящее время двигатель разрешено устанавливать на автомобили соревнований Formula Ford в США, где стандартным двигателем является Ford Kent[4].

## L15B и L15C

### L15B (Earth Dreams + i-VTEC)

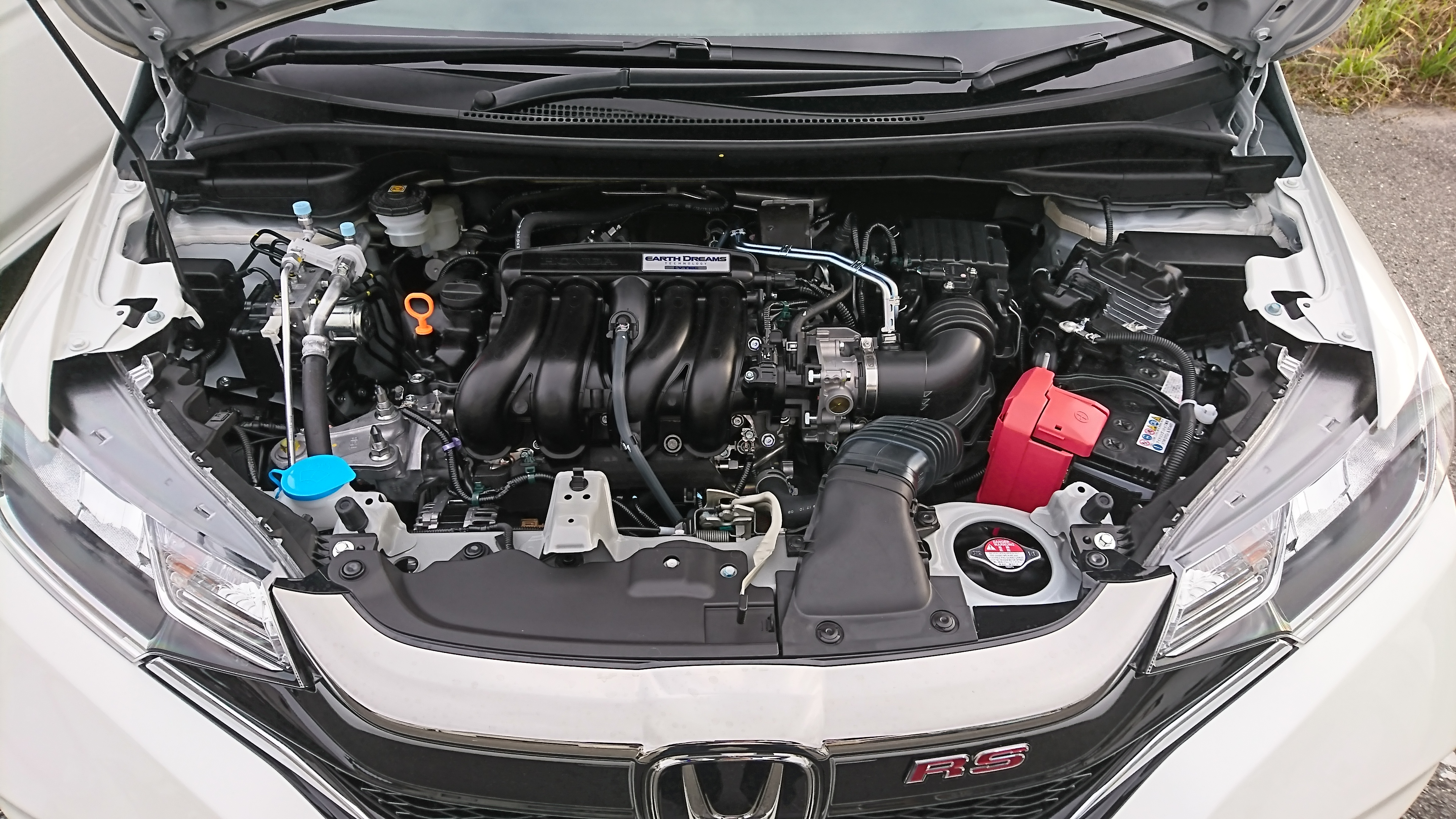
L15B

#### Применения
| Двигатель  | Применение                                              | Степень сжатия | Мощность                           | Крутящий момент         |
| ---------- | ------------------------------------------------------- | -------------- | ---------------------------------- | ----------------------- |
| L15B (JDM) | 2013—2019 Honda Fit (GK5/GK6) (Япония)                  | 11,5:1         | 97 кВт (130 л. с.) при 6600 об/мин | 155 Н·м при 4600 об/мин |
| L15B (JDM) | 2014—2020 Honda Vezel (RU1/RU2) (Япония)                | 11,5:1         | 95 кВт (127 л. с.) при 6600 об/мин | 155 Н·м при 4600 об/мин |
| L15B (JDM) | 2016 — настоящее время Honda Freed (GB5/GB6) (Япония)   | 11,5:1         | 96 кВт (129 л. с.) при 6600 об/мин | 155 Н·м при 4600 об/мин |
| L15B (JDM) | 2015 — настоящее время Honda Shuttle (GK8/GK9) (Япония) | 11,5:1         | 97 кВт (130 л. с.) при 6600 об/мин | 155 Н·м при 4600 об/мин |
| L15B1      | 2013—2019 Honda Fit/Jazz (GK5/GK6)                      | 11,5:1         | 97 кВт (130 л. с.) при 6600 об/мин | 155 Н·м при 4600 об/мин |
| L15B4      | 2014—2020 Honda HR-V (RU1/RU2)                          | 11,5:1         | 97 кВт (130 л. с.) при 6600 об/мин | 155 Н·м при 4600 об/мин |
| L15BU      | 2020 — настоящее время Honda Fit/Jazz/Life (GR9/GS1)    | 11,5:1         | 97 кВт (130 л. с.) при 6600 об/мин | 155 Н·м при 4600 об/мин |

### L15B & L15C (Earth Dreams VTC/VTEC Turbo)

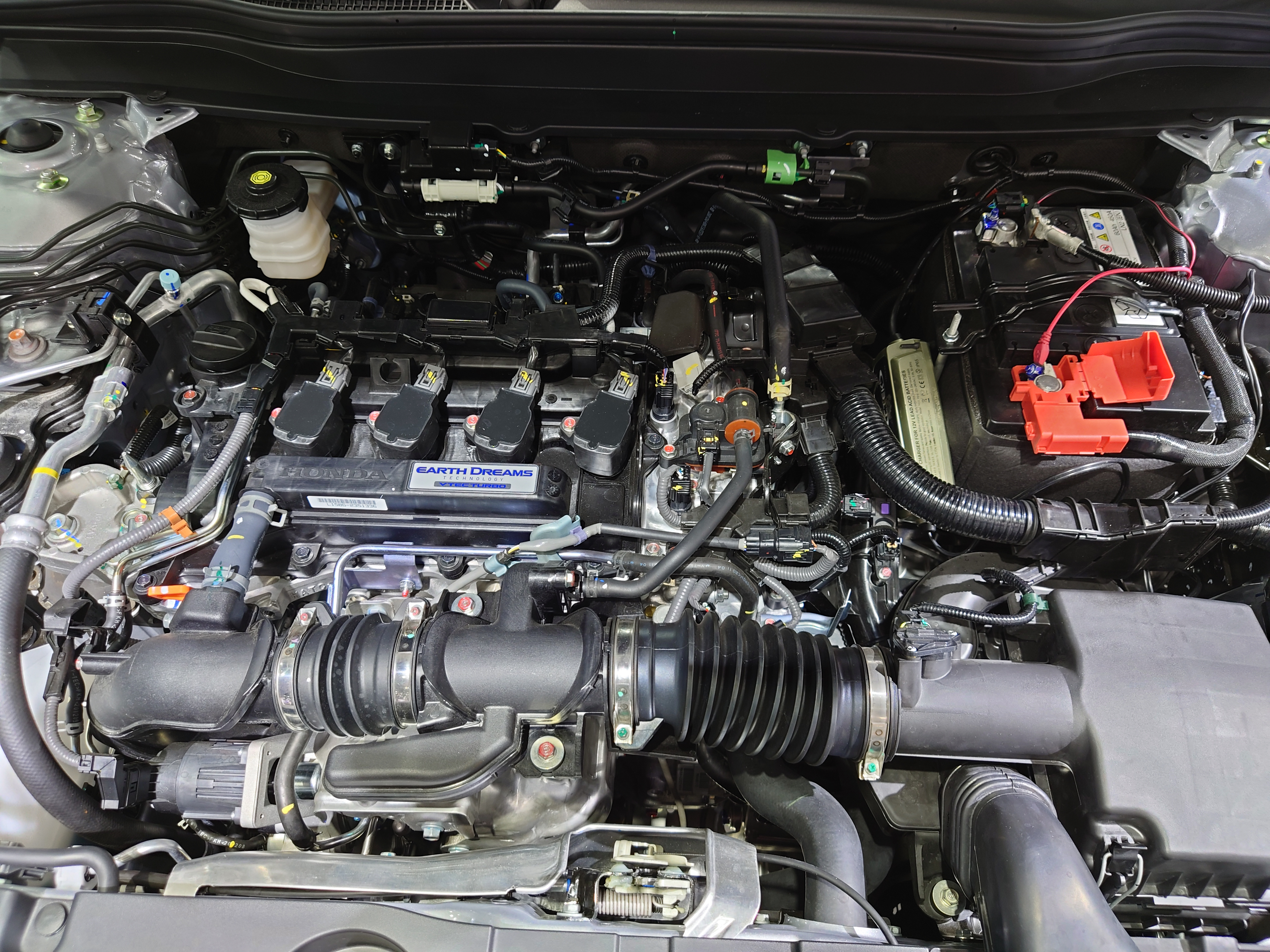
L15BG

#### Применения
| Двигатель   | Применение                                                                                          | Клапанный механизм | Степень сжатия | Давление                         | Мощность                                | Крутящий момент                  | Красная зона |
| ----------- | --------------------------------------------------------------------------------------------------- | ------------------ | -------------- | -------------------------------- | --------------------------------------- | -------------------------------- | ------------ |
| L15B7       | 2016—2021 Honda Civic Sedan/Coupe (FC1/FC3)                                                         | VTC                | 10,6:1         | 1,14 бар                         | 129 кВт (174 л. с.) при 6000 об/мин     | 220 Н⋅м при 1700—5500 об/мин     | 6500 об/мин  |
| L15B7       | 2016—2021 Honda Civic Hatchback (FK4) (Азия и Океания за исключением Японии)                        | VTC                | 10,6:1         | 1,14 бар                         | 129 кВт (174 л. с.) при 6000 об/мин     | 220 Н⋅м при 1700—5500 об/мин     | 6500 об/мин  |
| L15B7       | 2016—2021 Honda Civic Sedan/Coupe Si (FC1/FC3)                                                      | VTC                | 10,3:1         | 1,4 бар                          | 153 кВт (205 л. с.) при 5700 об/мин     | 260 Н⋅м при 2100—5000 об/мин     | 6500 об/мин  |
| L15B7       | 2022 — настоящее время Honda Civic Sedan/Hatchback (FE1/FL1)                                        | VTEC               | 10,3:1         | 1,14 бар                         | 130 кВт (180 л. с.) при 5700 об/мин     | 240 Н⋅м при 1700—4500 об/мин     | 6600 об/мин  |
| L15B8       | 2016—2021 Honda Civic Sedan/Hatchback (FC1/FK7) (Китай)                                             | VTC                | 10,6:1         |                                  | 130 кВт (174 л. с.) при 6000 об/мин     | 220 Н⋅м при 1700—5500 об/мин     | 6500 об/мин  |
| L15B9       | 2016 — настоящее время Acura CDX (Китай)                                                            | VTC                | 10,6:1         |                                  | 136 кВт (182 л. с.) при 5500 об/мин     | 240 Н⋅м при 1900—5500 об/мин     | 6500 об/мин  |
| L15BA       | 2016—2021 Honda Civic Hatchback (FK7) (Северная Америка, комплектации LX и EX)                      | VTC                | 10,6:1         | 1,14 бар                         | 130 кВт (174 л. с.) при 6000 об/мин     | 220 Н⋅м при 1700—5500 об/мин     | 6600 об/мин  |
| L15BA       | 2016—2021 Honda Civic Hatchback (FK7) (Европа и Северная Америка, комплектация Sport/Sport Touring) | VTC                | 10,6:1         | 1,14 бар                         | CVT 130 кВт (180 л. с.) при 6000 об/мин | CVT 220 Н⋅м при 1700—5500 об/мин | 6600 об/мин  |
| L15BA       | 2016—2021 Honda Civic Hatchback (FK7) (Европа и Северная Америка, комплектация Sport/Sport Touring) | VTC                | 10,6:1         | 1,14 бар                         | 6MT 130 кВт (180 л. с.) при 5500 об/мин | 6MT 240 Н⋅м при 1900—5500 об/мин | 6600 об/мин  |
| L15BD       | 2016 — настоящее время Honda Avancier (TG1)                                                         | VTC                | 10,3:1         |                                  | 140 кВт (190 л. с.) при 5600 об/мин     | 243 Н⋅м при 2000—5500 об/мин     | 6500 об/мин  |
| L15BD       | 2016 — настоящее время Honda UR-V (TG4)                                                             | VTC                | 10,3:1         |                                  | 140 кВт (190 л. с.) при 5600 об/мин     | 243 Н⋅м при 2000—5500 об/мин     | 6500 об/мин  |
| L15BE       | 2017—2022 Honda CR-V (RW1/RW2)                                                                      | VTC                | 10,3:1         | 1,28 бар                         | 140 кВт (190 л. с.) при 5600 об/мин     | 205 Н⋅м при 2000—5500 об/мин     |              |
| L15BE       | 2023 — настоящее время Honda CR-V (RS3/RS4)                                                         | VTEC               | 10,3:1         |                                  | 140 кВт (190 л. с.) при 6000 об/мин     | 243 Н⋅м при 1700—5000 об/мин     | 6600 об/мин  |
| L15BE       | 2018—2022 Honda Accord (CV1)                                                                        | VTEC               | 10,3:1         | 1,39 бар                         | 143 кВт (192 л. с.) при 5500 об/мин     | 260 Н⋅м при 1600—5000 об/мин     | 6500 об/мин  |
| L15BE       | 2023 — настоящее время Honda Accord (CY1)                                                           | VTEC               | 10,6:1         |                                  | 143 кВт (192 л. с.) при 6000 об/мин     | 260 Н⋅м при 1700—5000 об/мин     | 6500 об/мин  |
| L15BF       | 2015—2019 Honda Jade (FR5)                                                                          | VTC                | 10,6:1         | 0,6 бар                          | 110 кВт (150 л. с.) при 5500 об/мин     | 205 Н⋅м при 1600—5000 об/мин     | 6500 об/мин  |
| L15BG (FFV) | 2018 — настоящее время Honda Accord (CV1) (Таиланд)                                                 | VTEC               | 10,3:1         |                                  | 139 кВт (187 л. с.) при 5500 об/мин     | 243 Н⋅м при 2000—5500 об/мин     | 6500 об/мин  |
| L15BG (FFV) | 2022 — настоящее время Honda Civic Sedan (FE1)                                                      | VTEC               | 10,3:1         |                                  | 131 кВт (176 л. с.) при 6000 об/мин     | 240 Н⋅м при 1700—4500 об/мин     | 6600 об/мин  |
| L15BJ       | 2022 — настоящее время Honda Civic Sedan (FE1)                                                      | VTEC               | 10,3:1         |                                  | 95 кВт (127 л. с.) при 6000 об/мин      | 180 Н⋅м при 1700—4500 об/мин     | 6600 об/мин  |
| L15BL       | 2017 — настоящее время Honda CR-V (RW1/RW2) (Китай)                                                 | VTC                | 10,3:1         |                                  | 140 кВт (190 л. с.) при 5600 об/мин     | 243 Н⋅м при 2000—5500 об/мин     | 6500 об/мин  |
| L15BM       | 2018—2020 Honda Accord (CV1) (Китай, комплектация 230 TURBO)                                        | VTC                | 10,6:1         |                                  | 130 кВт (174 л. с.) при 5500 об/мин     | 230 Н⋅м при 1500—3000 об/мин     | 6600 об/мин  |
| L15BN       | 2018 — настоящее время Honda Accord (CV1) (Китай, комплектация 260 TURBO)                           | VTEC               | 10,3:1         |                                  | 143 кВт (192 л. с.) при 5500 об/мин     | 260 Н⋅м при 1600—5000 об/мин     | 6500 об/мин  |
| L15BP       | 2018 — настоящее время Honda Vezel (RU1) (Китай, комплектация 220 TURBO)                            | VTC                | 10,6:1         |                                  | 130 кВт (174 л. с.) при 6000 об/мин     | 220 Н⋅м при 1700—5500 об/мин     |              |
| L15BR       | 2018 — настоящее время Honda Inspire (CV1) (Китай)                                                  | VTEC               | 10,3:1         |                                  | 143 кВт (192 л. с.) при 5500 об/мин     | 260 Н⋅м при 1600—5000 об/мин     | 6500 об/мин  |
| L15BS       | 2018 — настоящее время Honda XR-V (RU1) (Китай, комплектация 220 TURBO)                             | VTC                | 10,6:1         |                                  | 130 кВт (174 л. с.) при 6000 об/мин     | 220 Н⋅м при 1700—5500 об/мин     |              |
| L15BT       | 2017 — настоящее время Honda Breeze (RY1/RY2) (Китай)                                               | VTC                | 10,3:1         |                                  | 140 кВт (190 л. с.) при 5600 об/мин     | 243 Н⋅м при 2000—5500 об/мин     | 6500 об/мин  |
| L15BY       | 2018—2020 Honda HR-V (RU1) (Европа, комплектация Sport Turbo)                                       | VTC                | 10,6:1         |                                  | 130 кВт (180 л. с.) при 5000 об/мин     | CVT 220 Н⋅м при 1700—5500 об/мин | 6600 об/мин  |
| L15BY       | 2018—2020 Honda HR-V (RU1) (Европа, комплектация Sport Turbo)                                       | VTC                | 10,6:1         | 6MT 240 Н⋅м при 1900—5500 об/мин | 130 кВт (180 л. с.) при 5000 об/мин     |                                  | 6600 об/мин  |
| L15BY       | 2018—2023 Honda CR-V (RW1/RW2) (Европа)                                                             | VTC                | 10,6:1         |                                  | CVT 142 кВт (190 л. с.) при 5600 об/мин | CVT 243 Н⋅м при 2000—5000 об/мин |              |
| L15BY       | 2018—2023 Honda CR-V (RW1/RW2) (Европа)                                                             | VTC                | 10,6:1         |                                  | 6MT 127 кВт (171 л. с.) при 5600 об/мин | 6MT 220 Н⋅м при 1900—5000 об/мин |              |
| L15C        | 2016—2021 Honda Civic Hatchback (FK7) (Япония)                                                      | VTC                | 10,6:1         |                                  | CVT 134 кВт (180 л. с.) при 6000 об/мин | CVT 220 Н⋅м при 1700—5500 об/мин |              |
| L15C        | 2016—2021 Honda Civic Hatchback (FK7) (Япония)                                                      | VTC                | 10,6:1         |                                  | 6MT 180 л. с. (134 кВт) при 5500 об/мин | 6MT 240 Н⋅м при 1900—5000 об/мин |              |
| L15C        | 2022 — настоящее время Honda Civic Hatchback (FL1) (Япония)                                         | VTEC               | 10,3:1         |                                  | 134 кВт (180 л. с.) при 6000 об/мин     | 240 Н⋅м при 1700—4500 об/мин     |              |
| L15C1       | 2022 — настоящее время Honda HR-V (RV3) (Комплектация RS Turbo)                                     | VTEC               | 10,3:1         | 1 бар                            | 130 кВт (175 л. с.) при 6000 об/мин     | 240 Н⋅м при 1700—4500 об/мин     |              |
| L15C2 (FFV) | 2023 — настоящее время Honda CR-V (RS3/RS4) (Таиланд)                                               | VTEC               | 10,3:1         |                                  | 140 кВт (190 л. с.) при 6000 об/мин     | 240 Н⋅м при 1700—5000 об/мин     |              |
| L15C3       | 2022 — настоящее время Honda HR-V (RV3) (Малайзия, комплектация Turbo)                              | VTEC               | 10,3:1         |                                  | 135 кВт (181 л. с.) при 6000 об/мин     | 240 Н⋅м при 1700—4500 об/мин     |              |
| L15C7       | 2022 — настоящее время Honda Civic Sedan (FE1) (Китай, комплектация 180 TURBO)                      | VTEC               | 10,3:1         |                                  | 95 кВт (127 л. с.) при 5500-6000 об/мин | 180 Н⋅м при 1700—4500 об/мин     |              |
| L15C8       | 2022 — настоящее время Honda Civic Sedan (FE1) (Китай, комплектация 240 TURBO)                      | VTEC               | 10,3:1         |                                  | 130 кВт (180 л. с.) при 6000 об/мин     | 240 Н⋅м при 1700—4500 об/мин     |              |
| L15C9       | 2022 — настоящее время Honda Integra (FE1) (Китай)                                                  | VTEC               | 10,3:1         |                                  | 130 кВт (180 л. с.) при 6000 об/мин     | 240 Н⋅м при 1700—4500 об/мин     |              |
| L15CA       | 2022 — настоящее время Honda Civic Si (FE1) 2023 — настоящее время Acura Integra (DE4)              | VTEC               | 10,3:1         | 1,23 бар                         | 150 кВт (200 л. с.) при 6000 об/мин     | 260 Н⋅м при 1800—5000 об/мин     |              |

##### Дополнительные примечания
- Турбодвигатели L15B/L15C с системой VTC имеют систему регулирования фаз газораспределения (VTC) как на впуске, так и на выпуске[27][28]. В Австралии и на некоторых азиатских рынках двигатели маркировались как VTEC Turbo, несмотря на неимение реальной системы подъёма клапанов[29].
- Турбодвигатели L15B/L15C, оснащённые системой VTEC, поставляются с дополнительной системой переменного подъёма клапанов, нежели атмосферные двигатели[30].
- Двигатели L15BG и L15C2 могут работать на гибком топливе до E85.
- Двигатель L15BJ является уменьшенной версией двигателя L15BG[31].

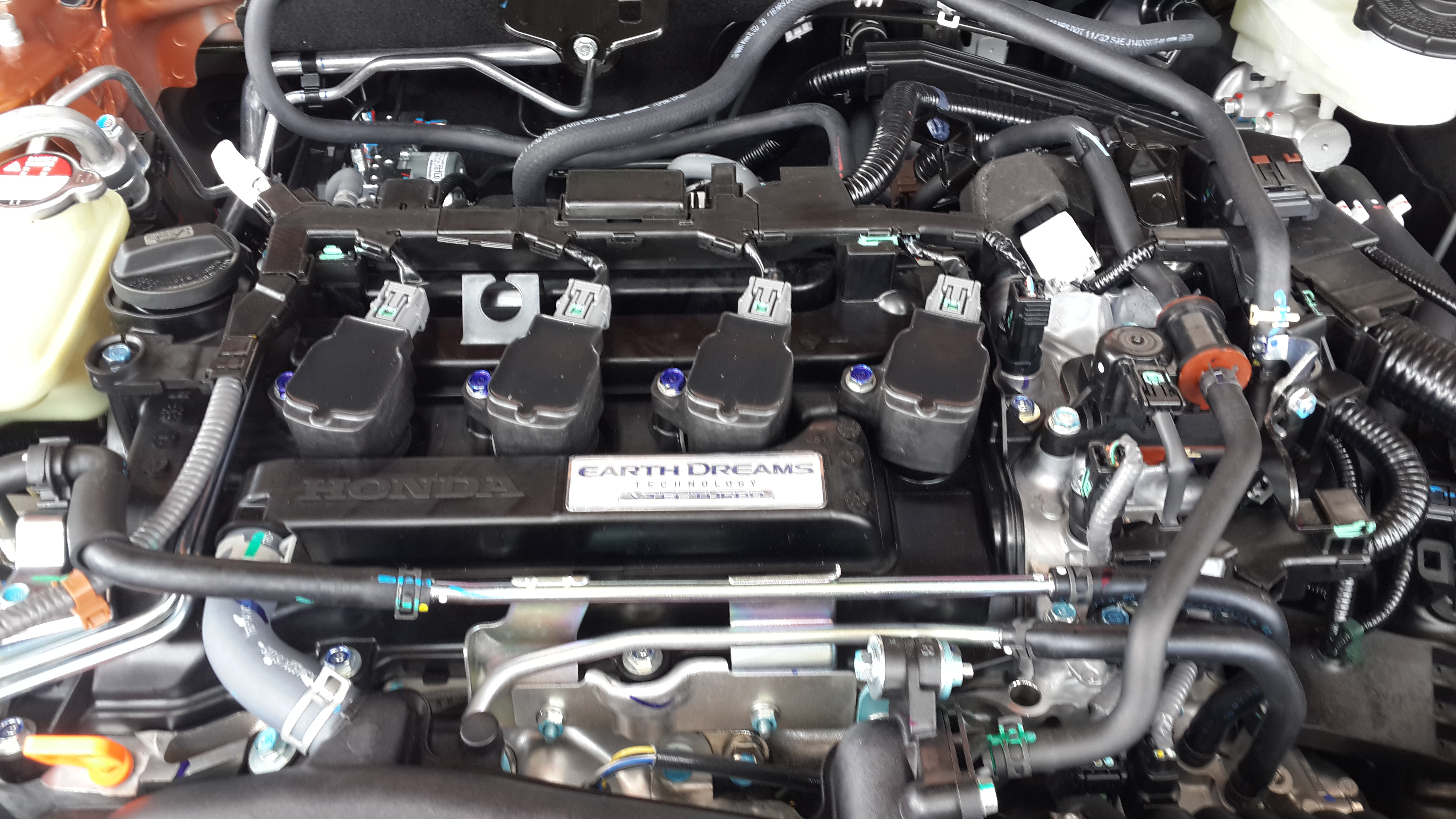
L15B7 VTC
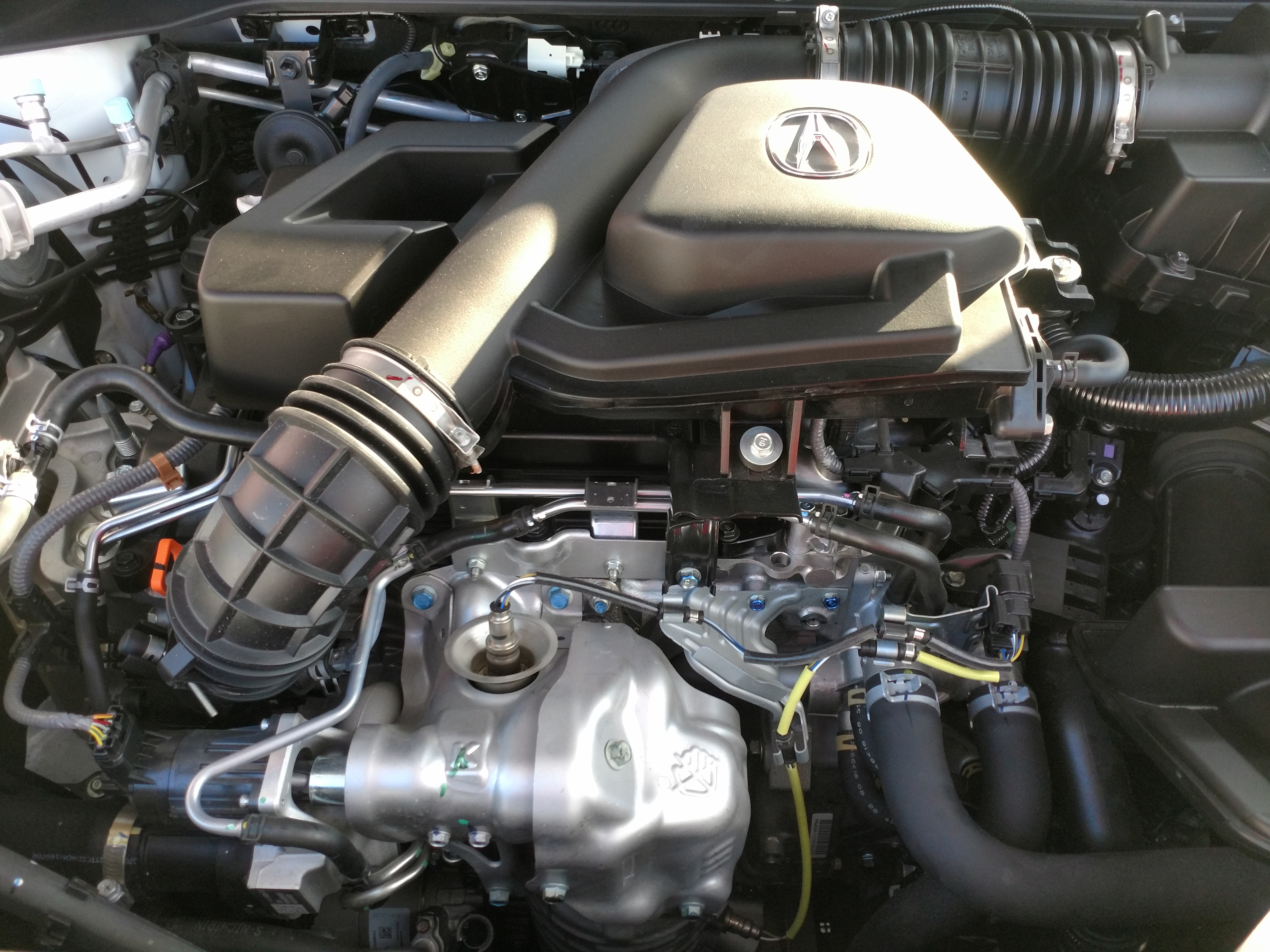
L15B9 VTC
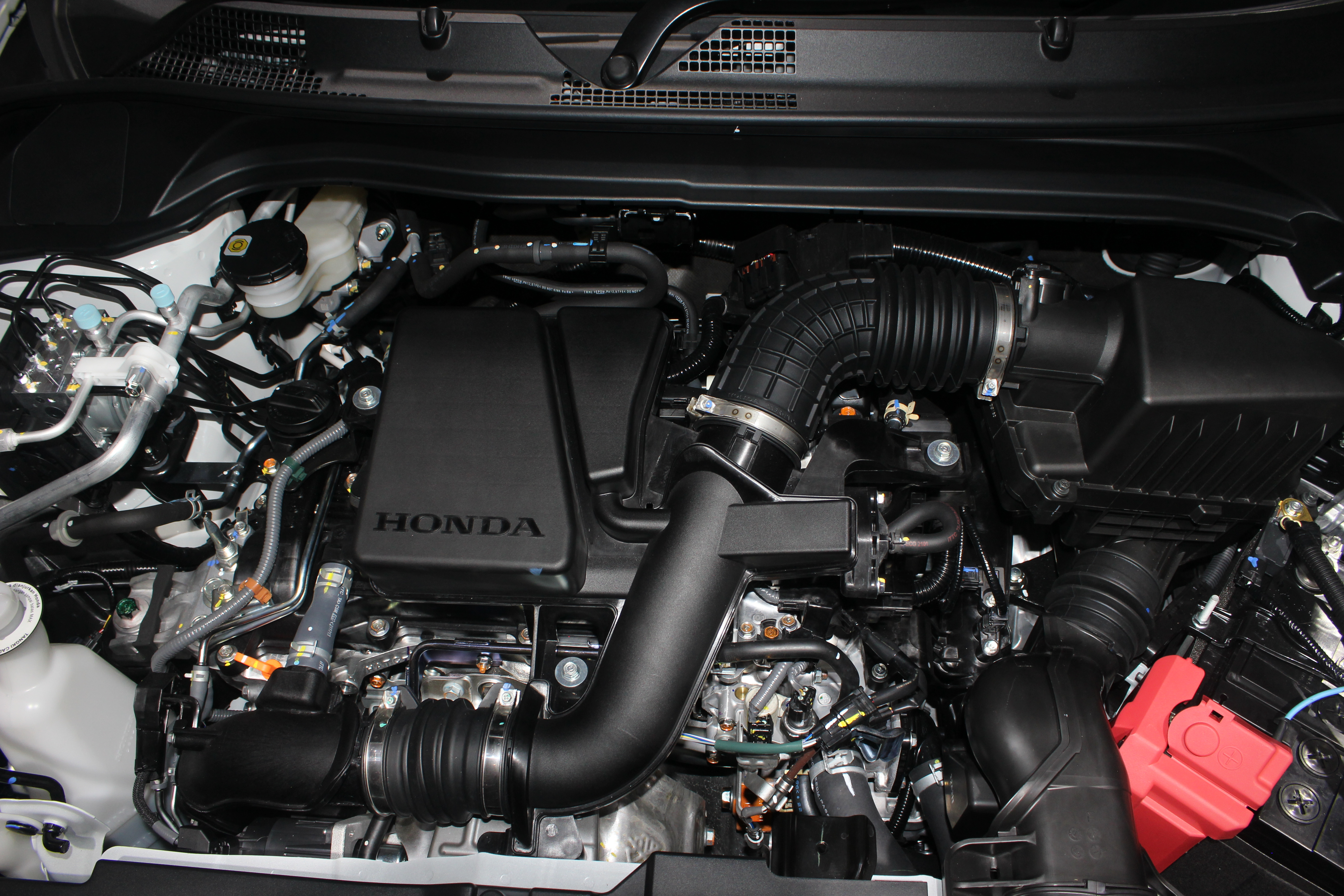
L15C1 VTEC

## L15Z

### L15Z (i-VTEC)

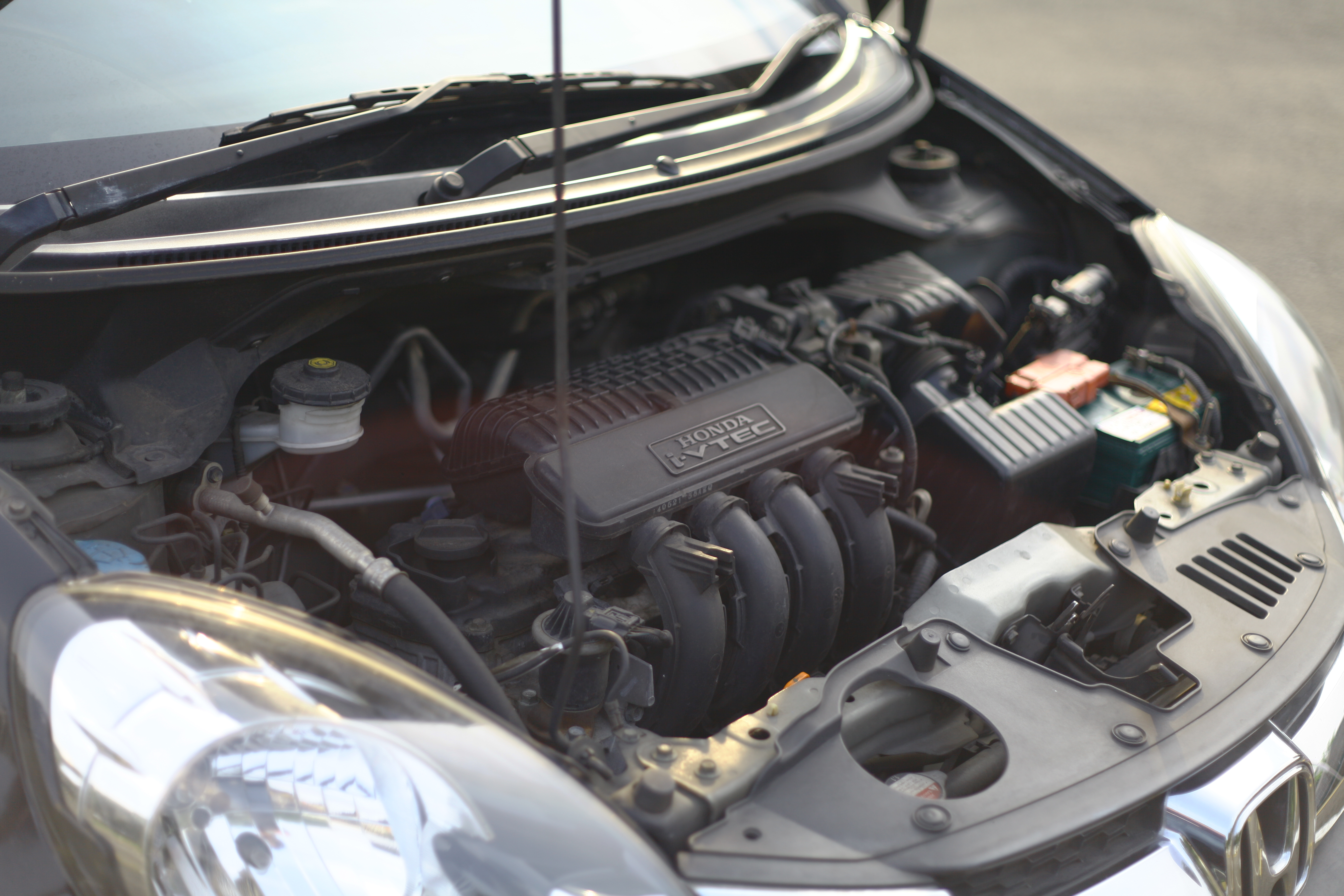
L15Z1

#### Применения
| Двигатель   | Применение                                           | Степень сжатия | Мощность                           | Крутящий момент         |
| ----------- | ---------------------------------------------------- | -------------- | ---------------------------------- | ----------------------- |
| L15Z1       | 2014 — настоящее время Honda Mobilio (DD4)           | 10,3:1         | 87 кВт (118 л. с.) при 6600 об/мин | 145 Н⋅м при 4600 об/мин |
| L15Z1       | 2014—2020 Honda City (GM6)                           | 10,3:1         | 87 кВт (118 л. с.) при 6600 об/мин | 145 Н⋅м при 4600 об/мин |
| L15Z1       | 2016 — настоящее время Honda BR-V (DG1)              | 10,3:1         | 87 кВт (118 л. с.) при 6600 об/мин | 145 Н⋅м при 4600 об/мин |
| L15Z1 (FFV) | 2014 — настоящее время Honda Mobilio (DD4) (Таиланд) | 10,3:1         | 86 кВт (115 л. с.) при 6000 об/мин | 146 Н⋅м при 4700 об/мин |
| L15Z1 (FFV) | 2014—2020 Honda City (GM6) (Таиланд)                 | 10,3:1         | 86 кВт (115 л. с.) при 6000 об/мин | 146 Н⋅м при 4700 об/мин |
| L15Z1 (FFV) | 2016 — настоящее время Honda BR-V (DG1) (Таиланд)    | 10,3:1         | 86 кВт (115 л. с.) при 6000 об/мин | 146 Н⋅м при 4700 об/мин |
| L15Z2 (FFV) | 2013—2019 Honda Jazz (GK5) (Таиланд)                 | 10,3:1         | 86 кВт (115 л. с.) при 6000 об/мин | 146 Н⋅м при 4700 об/мин |
| L15Z5       | 2013—2019 Honda Jazz (GK5)                           | 10,3:1         | 88 кВт (118 л. с.) при 6600 об/мин | 145 Н⋅м при 4800 об/мин |
| L15Z6       | 2014 — настоящее время Honda HR-V (RU1) (Индонезия)  | 10,3:1         | 88 кВт (118 л. с.) при 6600 об/мин | 145 Н⋅м при 4600 об/мин |

##### Дополнительные примечания
Двигатели L15Z1 (версия FFV) и L15Z2 могут работать на гибком топливе до E85.

### L15Z (Earth Dreams i-VTEC)

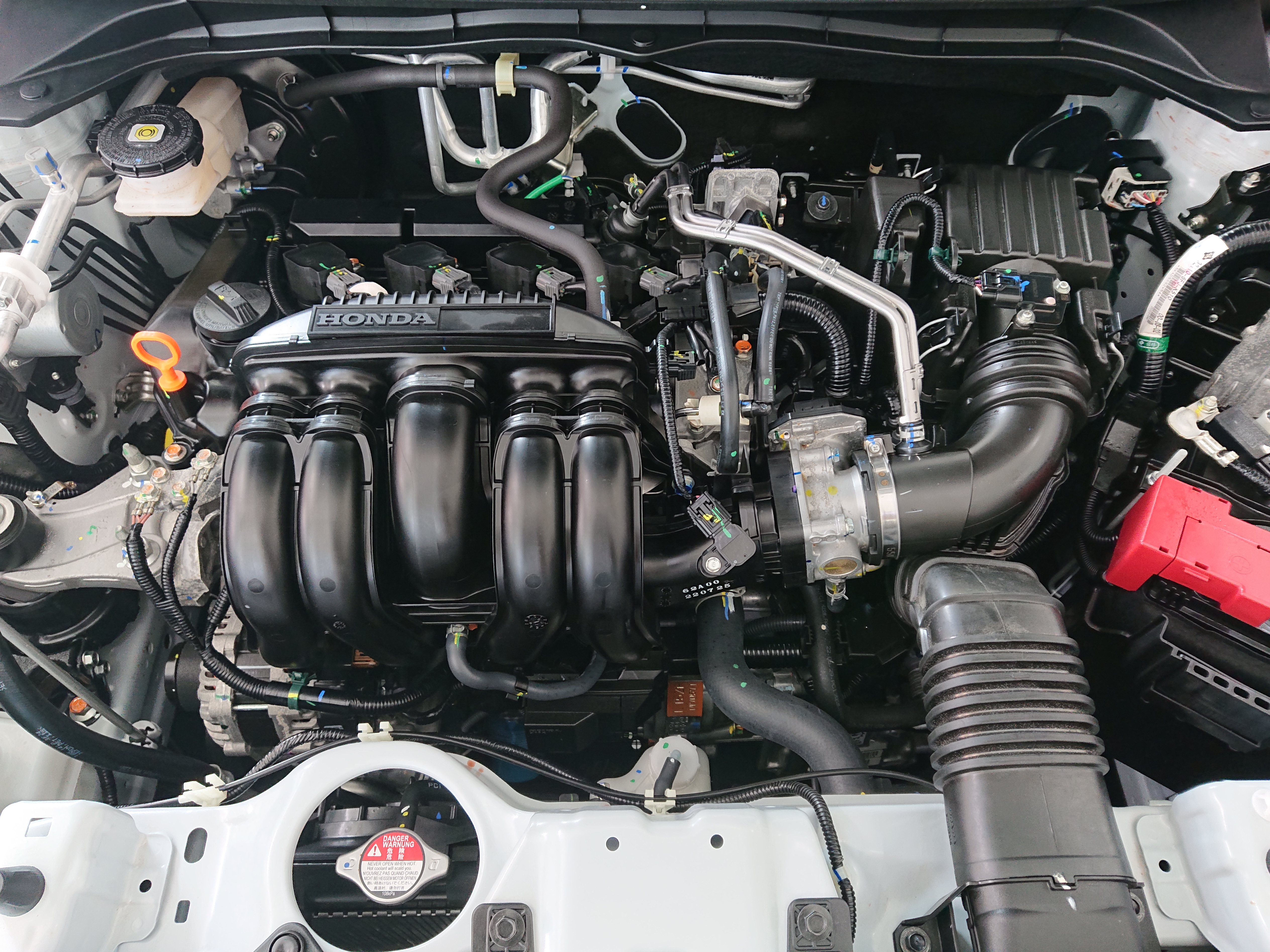
L15ZF

#### Применения
| Двигатель | Применение                                                                     | Степень сжатия | Мощность                           | Крутящий момент         |
| --------- | ------------------------------------------------------------------------------ | -------------- | ---------------------------------- | ----------------------- |
| L15Z      | 2021 — настоящее время Honda Vezel (RV3/RV4) (Япония)                          | 10,6:1         | 87 кВт (116 л. с.) при 6600 об/мин | 142 Н⋅м при 4300 об/мин |
| L15ZE     | 2020 — настоящее время Honda City (GN2/GN5) (Малайзия)                         | 10,6:1         | 89 кВт (119 л. с.) при 6600 об/мин | 145 Н⋅м при 4300 об/мин |
| L15ZF     | 2020 — настоящее время Honda City (GN2/GN5)                                    | 10,6:1         | 89 кВт (119 л. с.) при 6600 об/мин | 145 Н⋅м при 4300 об/мин |
| L15ZF     | 2020 — настоящее время Honda Jazz (GR9/GS1) (Тайвань, Сингапур и Южная Африка) | 10,6:1         | 89 кВт (119 л. с.) при 6600 об/мин | 145 Н⋅м при 4300 об/мин |
| L15ZF     | 2021 — настоящее время Honda BR-V (DG3)                                        | 10,6:1         | 89 кВт (119 л. с.) при 6600 об/мин | 145 Н⋅м при 4300 об/мин |
| L15ZF     | 2022 — настоящее время Honda HR-V (RV3)                                        | 10,6:1         | 89 кВт (119 л. с.) при 6600 об/мин | 145 Н⋅м при 4300 об/мин |
| L15ZF     | 2022 — настоящее время Honda WR-V (DG4) (Индонезия)                            | 10,6:1         | 89 кВт (119 л. с.) при 6600 об/мин | 145 Н⋅м при 4300 об/мин |
| L15ZF     | 2023 — настоящее время Honda Elevate (Индия)                                   | 10,6:1         | 89 кВт (119 л. с.) при 6600 об/мин | 145 Н⋅м при 4300 об/мин |

## LD (гибридный двигатель на базе L13)

### LDA (IMA)

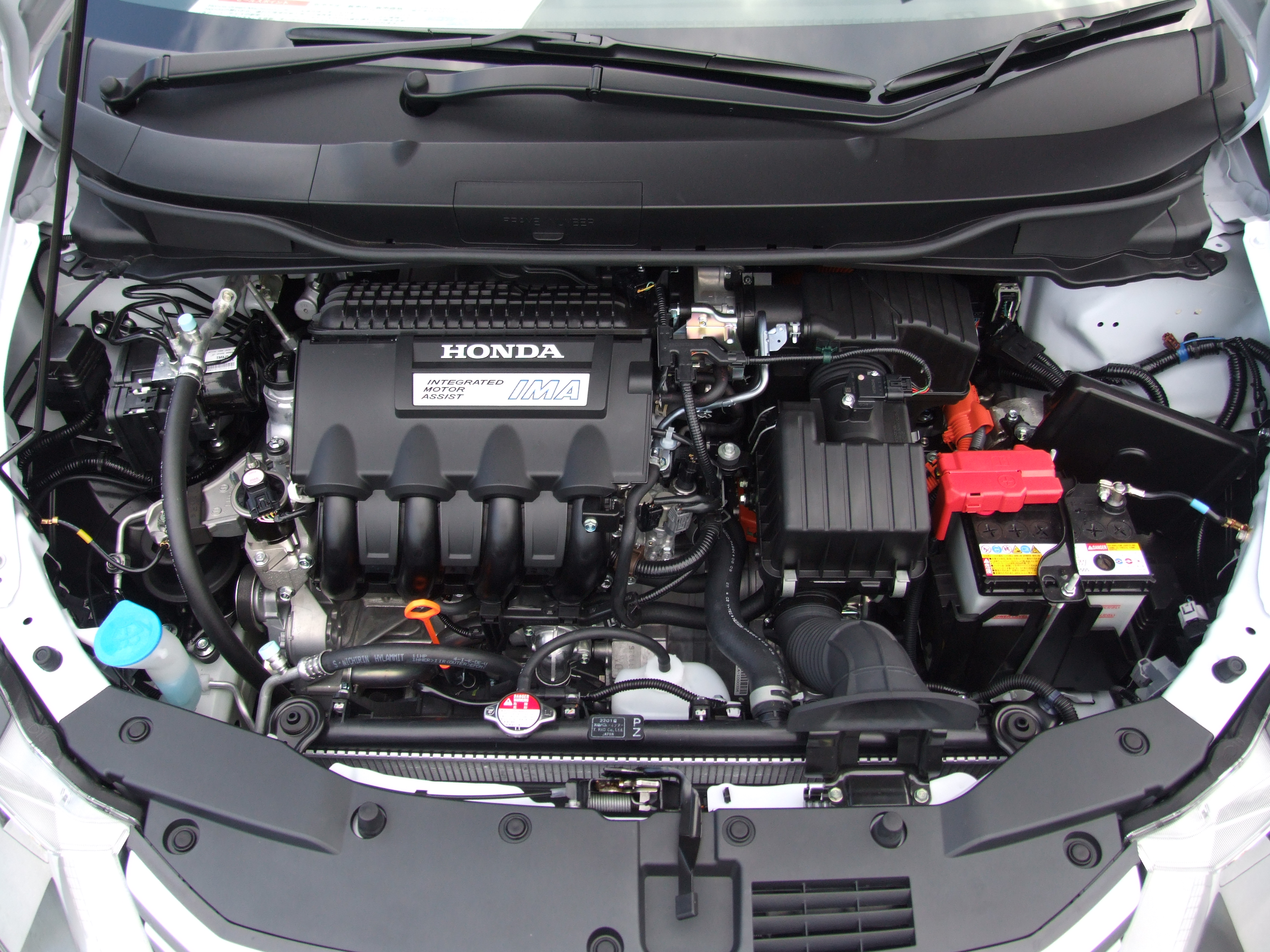
LDA (IMA)

Двигатель имеет встроенную гибридную систему (IMA) с переменным управлением цилиндрами (VCM).

#### Применения
| Двигатель | Применение                                        | Степень сжатия | Клапанный механизм     | Мощность ДВС                      | Крутящий момент ДВС     | Мощность электродвигателя         | Крутящий момент электродвигателя |
| --------- | ------------------------------------------------- | -------------- | ---------------------- | --------------------------------- | ----------------------- | --------------------------------- | -------------------------------- |
| LDA-MF3   | 2001—2005 Honda Civic Hybrid (ES9) (Япония)       | 10,8:1         | VTEC                   | 63 кВт (85 л. с.) при 5700 об/мин | 115 Н⋅м при 3300 об/мин | 10 кВт (14 л. с.) при 4000 об/мин | 49 Н⋅м при 1000 об/мин           |
| LDA-MF5   | 2006—2010 Honda Civic Hybrid (FD3) (Япония)       | 10,8:1         | i-VTEC (3-ступенчатый) | 69 кВт (93 л. с.) при 6000 об/мин | 121 Н⋅м при 4500 об/мин | 15 кВт (20 л. с.) при 2000 об/мин | 103 Н⋅м при 0—1160 об/мин        |
| LDA-MF6   | 2009—2014 Honda Insight (ZE2) (Япония)            | 10,8:1         | i-VTEC                 | 66 кВт (88 л. с.) при 5800 об/мин | 121 Н⋅м при 4500 об/мин | 10 кВт (14 л. с.) при 1500 об/мин | 78 Н⋅м при 1000 об/мин           |
| LDA-MF6   | 2010—2013 Honda Fit Hybrid (GP1) (Япония)         | 10,8:1         | i-VTEC                 | 66 кВт (88 л. с.) при 5800 об/мин | 121 Н⋅м при 4500 об/мин | 10 кВт (14 л. с.) при 1500 об/мин | 78 Н⋅м при 1000 об/мин           |
| LDA-MF6   | 2010—2015 Honda Fit Shuttle Hybrid (GP2) (Япония) | 10,8:1         | i-VTEC                 | 66 кВт (88 л. с.) при 5800 об/мин | 121 Н⋅м при 4500 об/мин | 10 кВт (14 л. с.) при 1500 об/мин | 78 Н⋅м при 1000 об/мин           |
| LDA1      | 2001—2005 Honda Civic Hybrid (ES9)                | 10,8:1         | VTEC                   | 63 кВт (85 л. с.) при 5700 об/мин | 115 Н⋅м при 3300 об/мин | 10 кВт (14 л. с.) при 4000 об/мин | 49 Н⋅м при 1000 об/мин           |
| LDA2      | 2006—2010 Honda Civic Hybrid (FD3)                | 10,8:1         | i-VTEC (3-ступенчатый) | 69 кВт (93 л. с.) при 6000 об/мин | 121 Н⋅м при 4500 об/мин | 15 кВт (20 л. с.) при 2000 об/мин | 103 Н⋅м при 0—1160 об/мин        |
| LDA3      | 2009—2014 Honda Insight (ZE2)                     | 10,8:1         | i-VTEC                 | 66 кВт (88 л. с.) при 5800 об/мин | 121 Н⋅м при 4500 об/мин | 10 кВт (14 л. с.) при 1500 об/мин | 78 Н⋅м при 1000 об/мин           |
| LDA3      | 2010—2013 Honda Fit Hybrid (GP1)                  | 10,8:1         | i-VTEC                 | 66 кВт (88 л. с.) при 5800 об/мин | 121 Н⋅м при 4500 об/мин | 10 кВт (14 л. с.) при 1500 об/мин | 78 Н⋅м при 1000 об/мин           |

##### Дополнительные примечания
- Двигатели LDA-MF3 и LDA1 оснащены системой зажигания i-DSI.

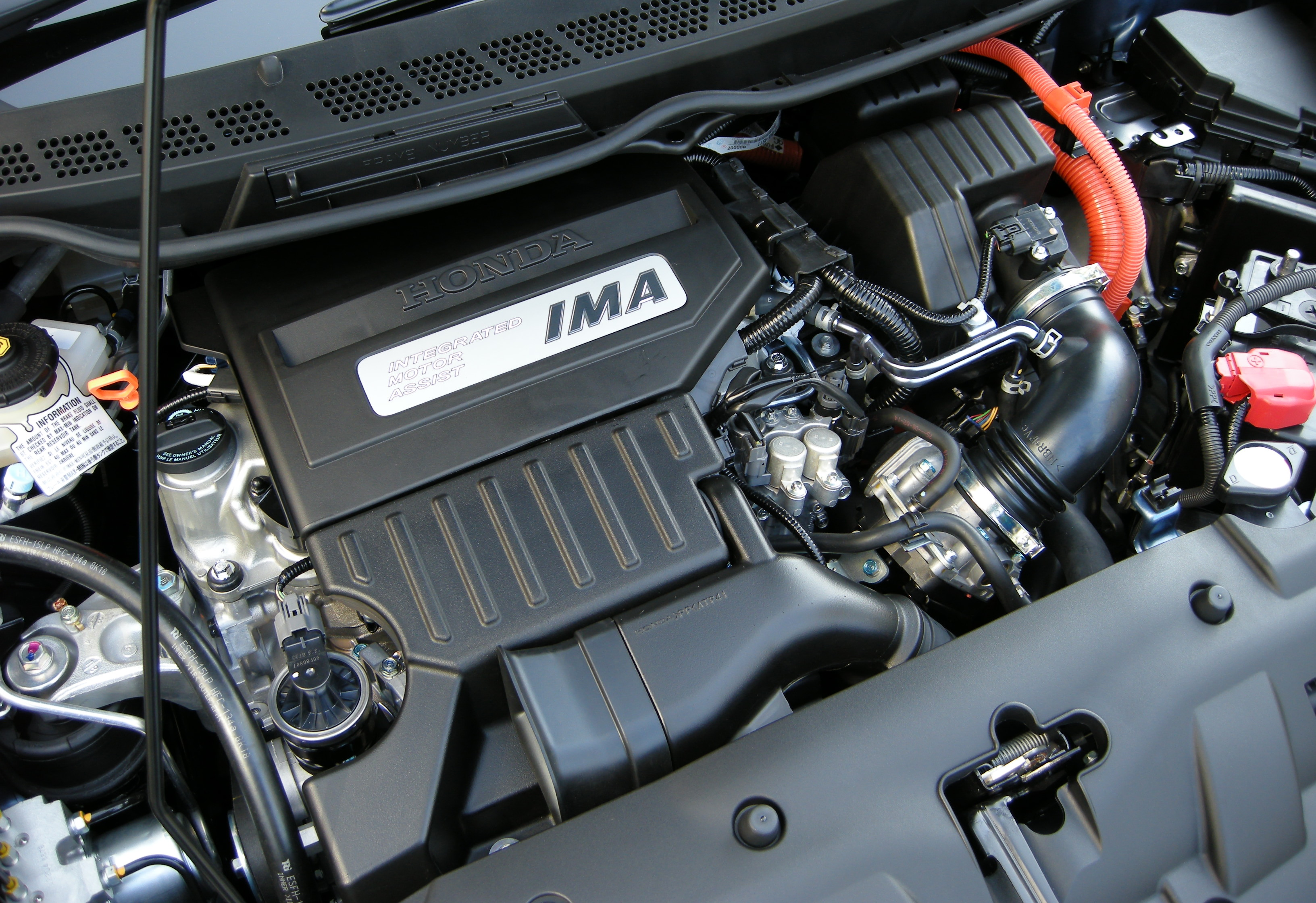
LDA-MF5

## LE (гибридный двигатель на базе L15)

### LEA (IMA)

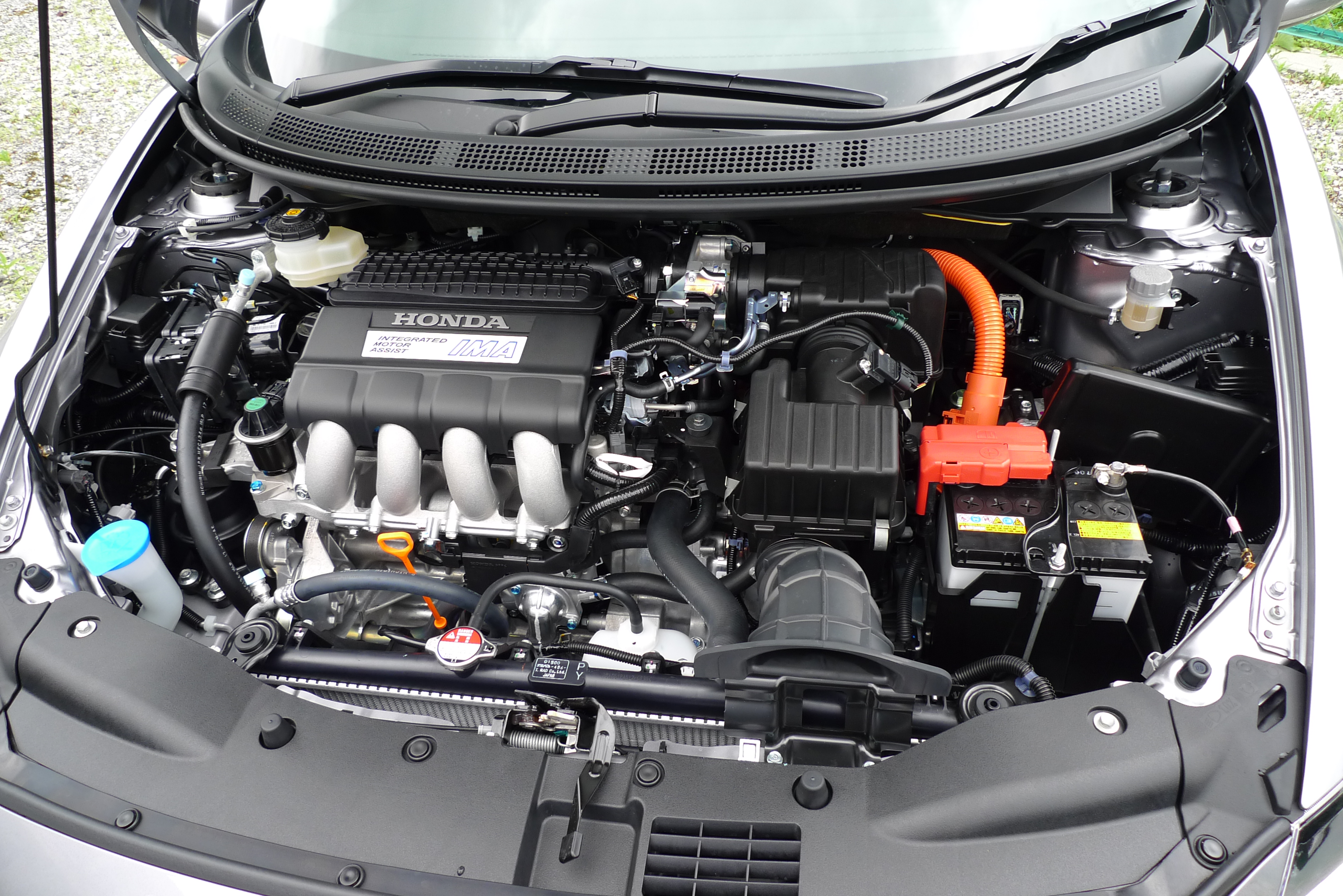
LEA (IMA)

Двигатель имеет встроенную гибридную систему (IMA) и клапанный механизм i-VTEC.

#### Применения
| Двигатель | Применение                                       | Степень сжатия | Мощность ДВС                       | Крутящий момент ДВС     | Мощность электродвигателя              | Крутящий момент электродвигателя |
| --------- | ------------------------------------------------ | -------------- | ---------------------------------- | ----------------------- | -------------------------------------- | -------------------------------- |
| LEA-MF6   | 2010—2014 Honda Insight Exclusive (ZE3) (Япония) | 10,4:1         | 83 кВт (111 л. с.) при 6000 об/мин | 142 Н⋅м при 4800 об/мин | 10 кВт (14 л. с.) при 1500 об/мин      | 78 Н⋅м при 1000 об/мин           |
| LEA-MF6   | 2011—2016 Honda Freed Spike (GP3) (Япония)       | 10,4:1         | 83 кВт (111 л. с.) при 6000 об/мин | 142 Н⋅м при 4800 об/мин | 10 кВт (14 л. с.) при 1500 об/мин      | 78 Н⋅м при 1000 об/мин           |
| LEA-MF6   | 2010—2013 Honda Fit Hybrid RS (GP4) (Япония)     | 10,4:1         | 83 кВт (111 л. с.) при 6000 об/мин | 142 Н⋅м при 4800 об/мин | 10 кВт (14 л. с.) при 1500 об/мин      | 78 Н⋅м при 1000 об/мин           |
| LEA-MF6   | 2010—2015 Honda CR-Z (ZF1) (Япония)              | 10,4:1         | 83 кВт (111 л. с.) при 6000 об/мин | 142 Н⋅м при 4800 об/мин | 10 кВт (14 л. с.) при 1500 об/мин      | 78 Н⋅м при 1000 об/мин           |
| LEA1      | 2010—2015 Honda CR-Z (ZF1)                       | 10,4:1         | 83 кВт (111 л. с.) при 6000 об/мин | 142 Н⋅м при 4800 об/мин | 10 кВт (14 л. с.) при 1500 об/мин      | 78 Н⋅м при 1000 об/мин           |
| LEA2      | 2012—2015 Honda Civic Hybrid (FB4)               | 10,8:1         | 82 кВт (110 л. с.) при 5500 об/мин | 172 Н⋅м при 3500 об/мин | 17 кВт (23 л. с.) при 1546—3000 об/мин | 106 Н⋅м при 500—1546 об/мин      |

### LEB (i-DCD)
Двигатель, разработанный по технологии Earth Dreams, имеет клапанный механизм i-VTEC и систему Sport Hybrid i-DCD (Intelligent Dual-Clutch Drive). Работает по циклу Аткинсона.

#### Применения
| Двигатель | Применение                                        | Степень сжатия | Мощность ДВС                       | Крутящий момент ДВС     | Мощность электродвигателя              | Крутящий момент электродвигателя |
| --------- | ------------------------------------------------- | -------------- | ---------------------------------- | ----------------------- | -------------------------------------- | -------------------------------- |
| LEB-H1    | 2013—2019 Honda Fit Hybrid (GP5/GP6) (Япония)     | 13,5:1         | 81 кВт (108 л. с.) при 6000 об/мин | 134 Н⋅м при 5000 об/мин | 22 кВт (29 л. с.) при 1313—2000 об/мин | 160 Н⋅м при 0—1313 об/мин        |
| LEB-H1    | 2014—2020 Honda Grace (GM4/GM5) (Япония)          | 13,5:1         | 81 кВт (108 л. с.) при 6000 об/мин | 134 Н⋅м при 5000 об/мин | 22 кВт (29 л. с.) при 1313—2000 об/мин | 160 Н⋅м при 0—1313 об/мин        |
| LEB-H1    | 2016—2024 Honda Freed Hybrid (GB7/GB8) (Япония)   | 13,5:1         | 81 кВт (108 л. с.) при 6000 об/мин | 134 Н⋅м при 5000 об/мин | 22 кВт (29 л. с.) при 1313—2000 об/мин | 160 Н⋅м при 0—1313 об/мин        |
| LEB-H1    | 2017—2022 Honda Shuttle Hybrid (GP7/GP8) (Япония) | 13,5:1         | 81 кВт (108 л. с.) при 6000 об/мин | 134 Н⋅м при 5000 об/мин | 22 кВт (29 л. с.) при 1313—2000 об/мин | 160 Н⋅м при 0—1313 об/мин        |
| LEB-H1    | 2013—2021 Honda Vezel Hybrid (RU3/RU4) (Япония)   | 11,5:1         | 97 кВт (130 л. с.) при 6600 об/мин | 156 Н⋅м при 4600 об/мин | 22 кВт (29 л. с.) при 1313—2000 об/мин | 160 Н⋅м при 0—1313 об/мин        |
| LEB-H1    | 2015—2020 Honda Jade (FR4) (Япония)               | 11,5:1         | 96 кВт (129 л. с.) при 6600 об/мин | 155 Н⋅м при 4600 об/мин | 22 кВт (29 л. с.) при 1313—2000 об/мин | 160 Н⋅м при 0—1313 об/мин        |
| LEB1      | 2014—2020 Honda Jazz Hybrid (GP5) (Малайзия)      | 13,5:1         | 81 кВт (108 л. с.) при 6000 об/мин | 134 Н⋅м при 5000 об/мин | 22 кВт (29 л. с.) при 1313—2000 об/мин | 160 Н⋅м при 0—1313 об/мин        |
| LEB1      | 2014—2020 Honda City Hybrid (GM7) (Малайзия)      | 13,5:1         | 81 кВт (108 л. с.) при 6000 об/мин | 134 Н⋅м при 5000 об/мин | 22 кВт (29 л. с.) при 1313—2000 об/мин | 160 Н⋅м при 0—1313 об/мин        |
| LEB1      | 2014—2021 Honda HR-V Hybrid (RU3/RU4) (Малайзия)  | 11,5:1         | 97 кВт (130 л. с.) при 6600 об/мин | 156 Н⋅м при 4600 об/мин | 22 кВт (29 л. с.) при 1313—2000 об/мин | 160 Н⋅м при 0—1313 об/мин        |

### LEB & LEC (i-MMD)

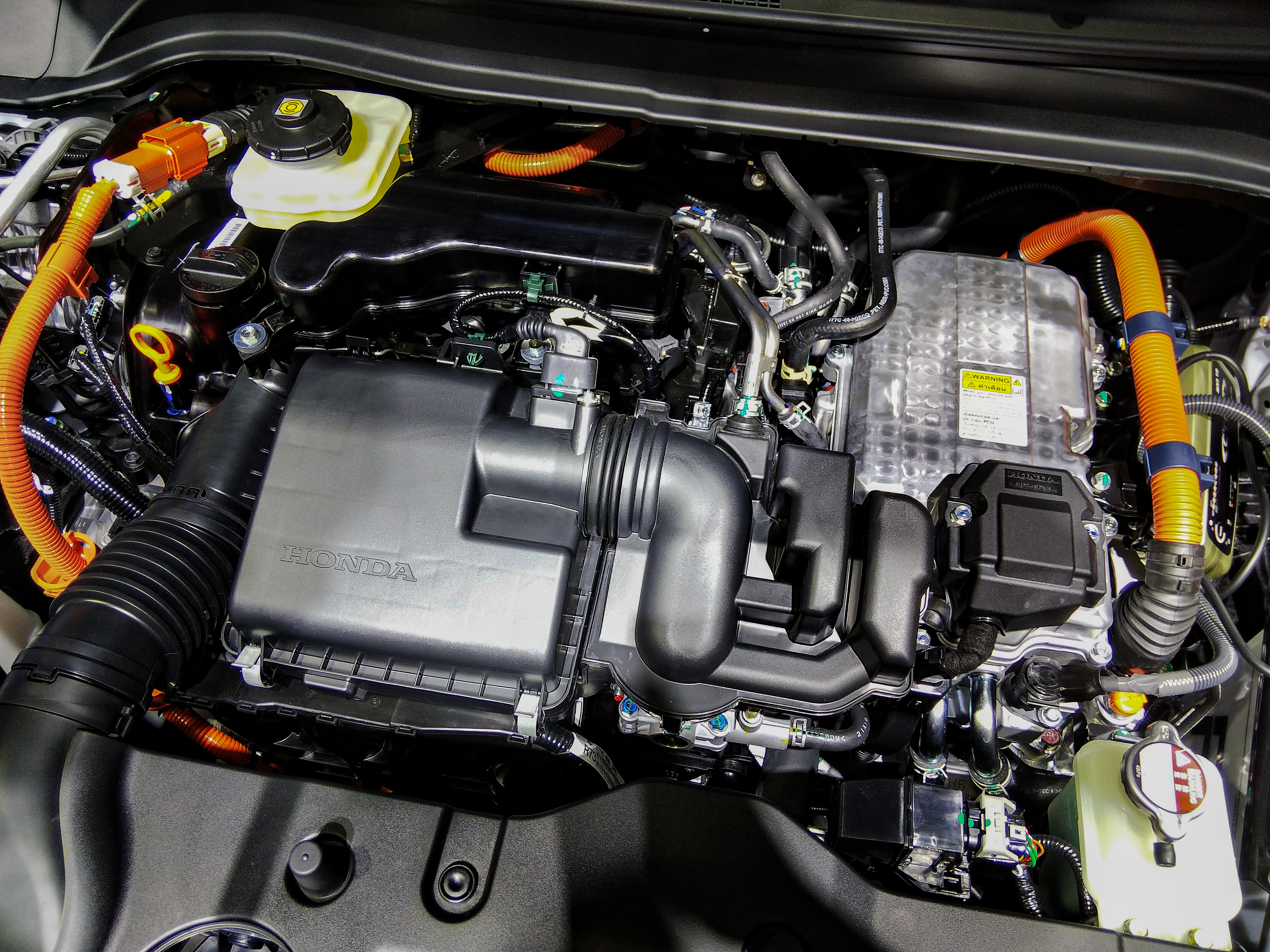
LEC6

Двигатель, разработанный по технологии Earth Dreams, имеет клапанный механизм i-VTEC и систему Sport Hybrid i-MMD (Intelligent Multi Mode Drive). Работает по циклу Аткинсона.

#### Применения
| Двигатель | Применение                                                        | Степень сжатия | Мощность ДВС                            | Крутящий момент ДВС          | Мощность электродвигателя                | Крутящий момент электродвигателя |
| --------- | ----------------------------------------------------------------- | -------------- | --------------------------------------- | ---------------------------- | ---------------------------------------- | -------------------------------- |
| LEB-H4    | 2018—2022 Honda Insight (ZE4) (Япония)                            | 13,5:1         | 81 кВт (109 л. с.) при 6000 об/мин      | 134 Н⋅м при 5000 об/мин      | 98 кВт (131 л. с.) при 4000—8000 об/мин  | 267 Н⋅м при 0—3000 об/мин        |
| LEB-H4    | 2018—2021 Honda Clarity PHEV (ZC5) (Япония)                       | 13,5:1         | 78 кВт (105 л. с.) при 5500 об/мин      | 134 Н⋅м при 5000 об/мин      | 137 кВт (184 л. с.) при 5000—6000 об/мин | 315 Н⋅м при 0—2000 об/мин        |
| LEB-H5    | 2020 — настоящее время Honda Fit e:HEV (GR3/GR4/GR6/GR8) (Япония) | 13,5:1         | 79 кВт (106 л. с.) при 6000—6400 об/мин | 127 Н⋅м при 4500—5000 об/мин | 92 кВт (123 л. с.) при 3500—8000 об/мин  | 253 Н⋅м при 0—3000 об/мин        |
| LEB3      | 2017—2021 Honda Clarity PHEV (ZC5)                                | 13,5:1         | 78 кВт (105 л. с.) при 5500 об/мин      | 134 Н⋅м при 5000 об/мин      | 137 кВт (184 л. с.) при 5000—6000 об/мин | 315 Н⋅м при 0—2000 об/мин        |
| LEB6      | 2018—2022 Honda Insight (ZE4)                                     | 13,5:1         | 81 кВт (109 л. с.) при 6000 об/мин      | 134 Н⋅м при 5000 об/мин      | 98 кВт (131 л. с.) при 4000—8000 об/мин  | 267 Н⋅м при 0—3000 об/мин        |
| LEB8      | 2020 — настоящее время Honda City e:HEV (GN3/GN6)                 | 13,5:1         | 73 кВт (98 л. с.) при 5600—6400 об/мин  | 127 Н⋅м при 4500—5000 об/мин | 81 кВт (109 л. с.) при 3500—8000 об/мин  | 253 Н⋅м при 0—3000 об/мин        |
| LEB8      | 2020 — настоящее время Honda Jazz e:HEV (GR3/GR6)                 | 13,5:1         | 73 кВт (98 л. с.) при 5600—6400 об/мин  | 131 Н⋅м при 4500—5000 об/мин | 81 кВт (109 л. с.) при 3500—8000 об/мин  | 253 Н⋅м при 0—3000 об/мин        |
| LEC-H5    | 2021 — настоящее время Honda Vezel e:HEV (RV5/RV6) (Япония)       | 13,5:1         | 79 кВт (106 л. с.) при 6000—6400 об/мин | 127 Н⋅м при 4500—5000 об/мин | 98 кВт (131 л. с.) при 4000—8000 об/мин  | 253 Н⋅м при 0—3500 об/мин        |
| LEC6      | 2021 — настоящее время Honda HR-V e:HEV (RV5)                     | 13,5:1         | 79 кВт (106 л. с.) при 6000—6400 об/мин | 127 Н⋅м при 4500—5000 об/мин | 98 кВт (131 л. с.) при 4000—8000 об/мин  | 253 Н⋅м при 0—3500 об/мин        |